# Joan Alemany Villalonga

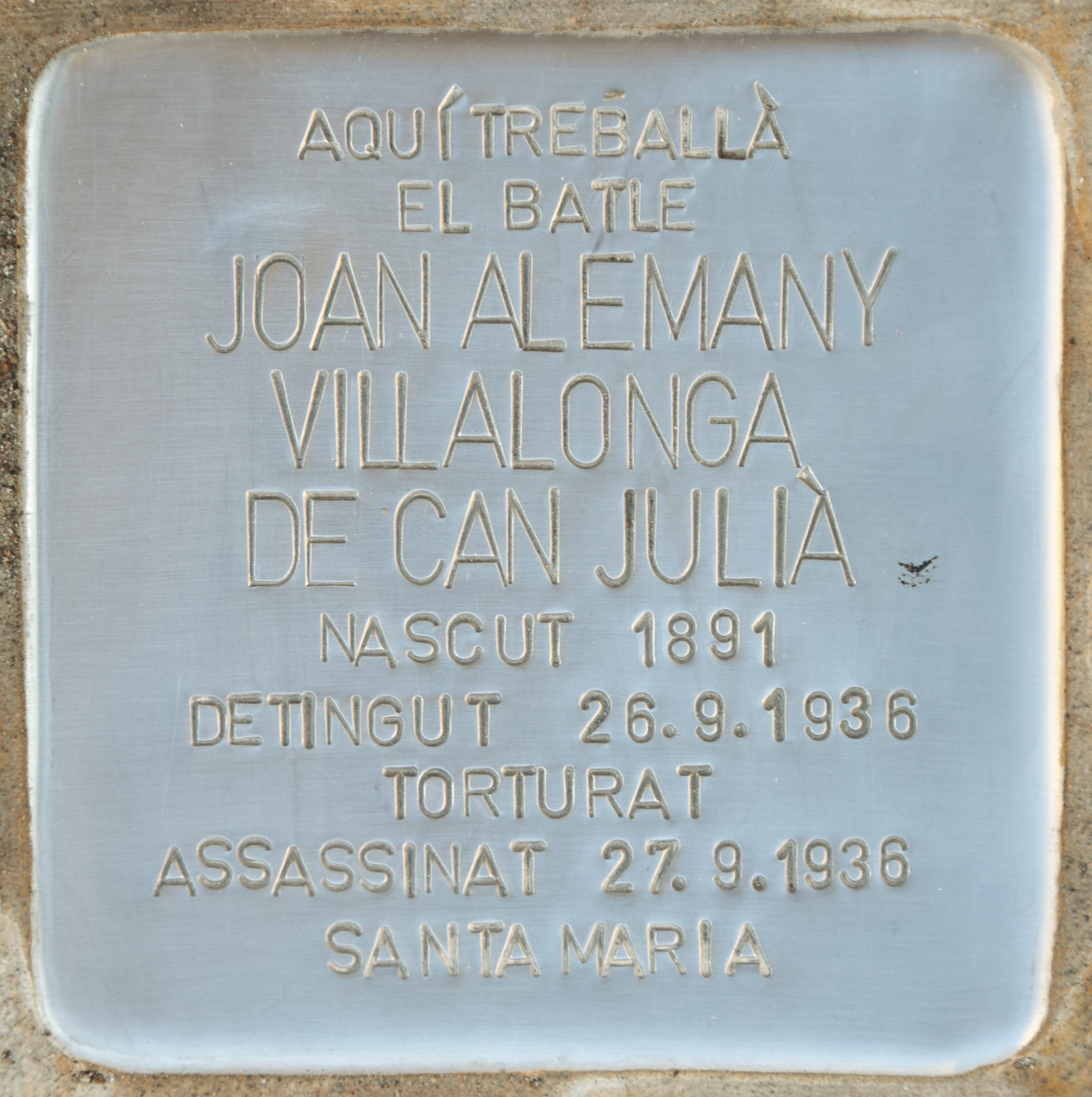
Pedra recordatori de Joan Alemany Villalonga

Joan Alemany Villalonga "de Can Julià". (Búger, 1891 - Santa Maria del Camí, 1936) fou un comerciant i polític mallorquí.
El seu ofici era ebenista. Havia emigrat a l'Argentina, on va tenir un cert èxit econòmic. Després va ser propietari d'una botiga de queviures al carrer Lluís Salvador de la ciutat de Mallorca. D'idees republicanes, es va afiliar al Partit Republicà Federal de Mallorca. Amb les eleccions de 1931 fou elegit batle de Búger i diputat provincial. L'any 1934 va ser empresonat a conseqüència dels fets d'octubre. Formà part d'Esquerra Republicana Balear.
Quan esclatà la rebel·lió militar contra la democràcia, el juliol de 1936, va intentar sortir de l'illa. El dia 20 va anar al Port de Felanitx i no hi va trobar cap barca. Passà a Sóller, d'on va fugir en ser delatat. Finalment va anar a Pòrtol -a la casa d'un home de Búger amic seu- on va ser detingut pels falangistes de la localitat i de Búger mateix. Va ser assassinat prop del cementeri de Santa Maria del Camí, el 27 de setembre de 1936.
El 25 de setembre de 1977, a iniciativa de l'Obra Cultural de Búger, es va celebrar un acte d'homenatge en el cementeri de Santa Maria i s'hi va col·locar una placa en el seu record.